# Alperen Acet
Alperen Acet (* 2. April 1998 in Nazilli) ist ein türkischer Leichtathlet, der sich auf den Hochsprung spezialisiert hat und Inhaber des Nationalrekords in dieser Disziplin ist.

## Sportliche Laufbahn
Erste internationale Erfahrungen sammelte Alperen Acet bei den Juniorenweltmeisterschaften in Eugene, bei denen er mit 2,00 m in der Qualifikation ausschied. Anschließend nahm er an den Olympischen Jugendspielen in Nanjing teil und ging dort im B-Finale nicht mehr an den Start. Im Jahr darauf belegte er bei den Jugendweltmeisterschaften in Cali mit 2,14 m den vierten Platz. 2016 gewann er bei den U23-Mittelmeermeisterschaften in Tunis mit übersprungenen 2,08 m die Bronzemedaille hinter dem Italiener Eugenio Meloni und Carlos Rojas aus Spanien. Anschließend gelangte er bei den U20-Weltmeisterschaften in Bydgoszcz bis in das Finale und belegte dort mit 2,14 m den zwölften Platz. Bei den Islamic Solidarity Games 2017 in Baku wurde er mit 2,19 m Fünfter und belegte anschließend bei den U20-Europameisterschaften in Grosseto mit einer Höhe von 2,22 m Rang vier. 2018 gewann er bei den U23-Mittelmeermeisterschaften in Jesolo mit 2,16 m erneut die Bronzemedaille, diesmal hinter den beiden Italienern Christian Falocchi und Stefano Sottile. Zudem nahm er erstmals an den Europameisterschaften in Berlin teil und belegte dort mit übersprungenen 2,24 m den fünften Platz. 
2019 schied er bei den Halleneuropameisterschaften in Glasgow mit 2,21 m in der Qualifikation aus und anschließend gewann er bei der Sommer-Universiade in Neapel mit 2,24 m die Silbermedaille hinter dem Bulgaren Tichomir Iwanow. Zuvor wurde er bei den Europaspielen in Minsk mit 2,20 m Siebter. Kurz darauf erreichte er bei den U23-Europameisterschaften im schwedischen Gävle mit 2,11 m Rang neun. Anschließend gewann er bei den Balkan-Meisterschaften in Prawez mit 2,23 m die Silbermedaille. Im Jahr darauf gewann er dann bei den Balkan-Hallenmeisterschaften in Istanbul mit 2,18 m die Bronzemedaille und bei den Freiluftmeisterschaften in Cluj-Napoca gewann er mit einer Höhe von 2,15 m Bronze. Auch bei den Balkan-Hallenmeisterschaften 2021 in Istanbul gewann er mit 2,10 m die Bronzemedaille und bei den Freiluftmeisterschaften in Smederevo sicherte er sich mit übersprungenen 2,22 m die Silbermedaille. Im Jahr darauf startete er bei den Mittelmeerspielen in Oran und gelangte dort mit 2,13 m auf Rang neun. 2023 siegte er mit 2,28 m bei den Balkan-Meisterschaften in Kraljevo, ehe er bei den Summer World University Games in Chengdu mit 2,15 m auf Rang neun. Daraufhin schied er bei den Weltmeisterschaften in Budapest mit 2,22 m in der Qualifikationsrunde aus. Im Jahr darauf gelangte er bei den Balkan-Hallenmeisterschaften in Istanbul mit 2,10 m auf den sechsten Platz und wurde dann bei den Europameisterschaften im Juni in Rom mit 2,22 m Zehnter. Im August verpasste er bei den Olympischen Sommerspielen in Paris mit 2,20 m den Finaleinzug.
2025 klassierte er sich bei den Halleneuropameisterschaften in Apeldoorn mit einer Höhe von 2,17 m auf dem siebten Platz.
In den Jahren 2019 und 2020 sowie von 2022 bis 2024 wurde Acet türkischer Meister im Hochsprung im Freien sowie 2020 und 2021 in der Halle.